# Orsolobidae
Die Orsolobidae sind eine Familie der Echten Webspinnen und umfassen 30 Gattungen mit 188 Arten. (Stand: Juni 2016)
Orsolobidae sind Spinnen des ehemaligen Tribus Orsolobini, von denen die Familie der Sechsaugenspinnen (Dysderidae) ausgegliedert wurde. Einige Gattungen wurden von den Zwergsechsaugenspinnen (Oonopidae) transferiert.

## Merkmale

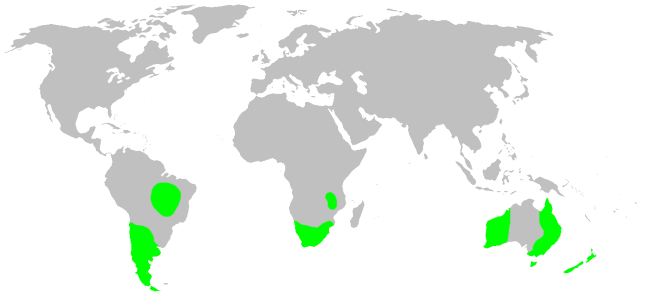
Verbreitungskarte der Orsolobidae

Orsolobidae sind sechsäugige, farblose, kleine haplogyne Spinnen mit langen, schlanken Beinen, die eine Körperlänge von etwa 4 bis 5 mm erreichen. Erkennbar sind sie an einem erhöhten Tarsalorgan.

## Verbreitung
Die meisten Gattungen sind endemisch in Neuseeland oder Australien. Einige Arten leben auch in Südafrika, Malawi, Falklandinseln und Chile.

## Systematik
Der World Spider Catalog listet für die Orsolobidae aktuell 30 Gattungen und 188 Arten. (Stand: Juni 2016)
- Afrilobus Griswold & Platnick, 1987
  - Afrilobus capensis Griswold & Platnick, 1987
  - Afrilobus australis Griswold & Platnick, 1987
  - Afrilobus jocquei Griswold & Platnick, 1987
- Anopsolobus Forster & Platnick, 1985
  - Anopsolobus subterraneus Forster & Platnick, 1985
- Ascuta Forster, 1956
- Australobus Forster & Platnick, 1985
  - Australobus torbay Forster & Platnick, 1985
- Azanialobus Griswold & Platnick, 1987
  - Azanialobus lawrencei Griswold & Platnick, 1987
- Basibulbus Ott et al., 2013
- Bealeyia Forster & Platnick, 1985
  - Bealeyia unicolor Forster & Platnick, 1985
- Calculus Purcell, 1910
  - Calculus bicolor Purcell, 1910
- Chileolobus Forster & Platnick, 1985
  - Chileolobus eden Forster & Platnick, 1985
- Cornifalx Hickman, 1979
  - Cornifalx insignis Hickman, 1979
- Dugdalea Forster & Platnick, 1985
  - Dugdalea oculata Forster & Platnick, 1985
- Duripelta Forster, 1956
- Falklandia Forster & Platnick, 1985
  - Falklandia rumbolli (Schiapelli & Gerschman, 1974)
- Hickmanolobus Forster & Platnick, 1985
- Losdolobus Platnick & Brescovit, 1994
- Mallecolobus Forster & Platnick, 1985
- Maoriata Forster & Platnick, 1985
- Orongia Forster & Platnick, 1985
- Orsolobus Simon, 1893
- Osornolobus Forster & Platnick, 1985
- Paralobus Forster & Platnick, 1985
  - Paralobus salmoni (Forster, 1956)
- Pounamuella Forster & Platnick, 1985
- Subantarctia Forster, 1955
- Tangata Forster & Platnick, 1985
- Tasmanoonops Hickman, 1930
- Tautukua Forster & Platnick, 1985
  - Tautukua isolata Forster & Platnick, 1985
- Turretia Forster & Platnick, 1985
  - Turretia dugdalei Forster & Platnick, 1985
- Waiporia Forster & Platnick, 1985
- Waipoua Forster & Platnick, 1985
- Wiltonia Forster & Platnick, 1985